# Karl Brugmann
Karl Friedrich Christian Brugmann (født 16. marts 1849 i Wiesbaden, død 29. juni 1919 i Leipzig) var en tysk sprogforsker.
Fra 1882 var Brugmann med en kortere afbrydelse, da han virkede ved universitetet i Freiburg, knyttet til universitetet i Leipzig, hvor han 1887 blev ordentlig professor i indogermansk sprogvidenskab. Sammen med Hermann Osthoff udgav han Morphologische Untersuchungen aus dem Gebiete der indogermanischen Sprachen (5 bind, 1878—90), og sammen med August Leskien Litauische Volkslieder und Märchen (1882); til Iwan von Müllers Handbuch der klassischen Altertumswissenschaft (II, 1885) skrev han en sammentrængt græsk grammatik på sprogsammenlignende grundlag. Af stor vigtighed er afhandlingen Nasalis sonans in der indogermanischen Grundsprache (i Georg Curtius' Studien zur griechischen und lateinschen Grammatik IX), der sammen med flere omtrent samtidige arbejder af andre indleder en hel ny opfattelse af denne sprogæts ældste lydforhold. Brugmann var en af førerne for Junggrammatikerne og har forsvaret denne skoles læresætninger i skriften Zum heutigen Stand der Sprachwissenschaft (1885). Hans hovedværk er det vidtløftige og betydningsfulde Grundriss der vergleichenden Grammatik der indogermanischen Sprachen (1886—92; ny bearbejdelse 1897—1906). Dette værk er det tredje af denne art i 19. århundrede, og navnene Bopp, Schleicher og Brugmann betegner på en måde lige så mange milepæle i den sammenlignende ariske sprogforsknings historie; men Brugmanns grammatik er ikke så meget som de to tidligere præget af en enkelt genial forskerindividualitet; det fremtræder langt mere, hvad også de mange udførlige bibliografiske oplysninger tyder på, som en sammenfattende kodificeren af hele vor tids specialforsken. Syntaksen (I—III, 1893—1900) skyldes Berthold Delbrück. Et udtog, der dog er ret omfattende, er Kurze vergleichende Grammatik der indogermanischen Sprachen 1904. Desuden har Brugmann forfattet en lang række afhandlinger om sproglige spørgsmål, især i det af ham redigerede tidsskrift Indogermanische Forschungen. En anden, betydelig forøget og fornyet udgave af Grundriss der vergleichenden Grammatik der indogermanischen Sprachen fuldendtes 1916; desuden skrev Brugmann i sine sidste år talrige afhandlinger i tidsskrifter; et efterladt større arbejde Die Syntax des einfachen Satzes im Indogermanischen udkom 1925 som tillægshæfte til Indogermanische Forschungen.